# 蘇智傑
蘇智傑（1994年7月28日—），為台灣棒球選手，目前效力於中華職棒統一7-ELEVEn獅，守備位置為左外野手。

## 生涯
蘇智傑具阿美族血統。學生時期因作息規律，素有「軍人」之外號。於2016年季中選秀被統一7-ELEVEn獅隊以第一輪第一順位選進，而此選擇被領隊蘇泰安稱為「顏值最高的選擇」
2016年7月11日，以簽約金560萬元，激勵獎金100萬元加盟，簽約金為中華職棒野手史上第一，合約總值更是中華職棒史上最高。
蘇智傑在選秀會前即被認為是「選秀狀元大熱門」，曾在國家隊任客座教練的湯米·克魯茲評價其為「全能打者」。然在2016年季中選秀前，獅隊已連續五次在第一輪挑選投手，加上總教練郭泰源又希望選秀先選投手，獅隊可能如前一年般又白白錯過一次補進年輕強打者的機會。而選秀結果，不僅補進球迷期待的強打者，也可幫助球隊打線新陳代謝。
2019年球季，繳出27支全壘打、21次盜壘之成績，也因此達成個人職棒生涯首次的單季20—20（20轟20盜）的紀錄，而這也是統一獅隊史首次，中職第7位達成者。

## 經歷
- 台東縣成功鎮三民國小少棒隊
- 台東縣台東體中青少棒隊
- 桃園縣平鎮高中青棒隊
- 文化大學（美孚巨人）棒球隊
- 中華職棒統一7-ELEVEn獅（2016年7月11日－）

## 特殊事蹟
統一7-ELEVEn獅隊於第一輪挑選蘇智傑入隊，是繼2010年季末選秀的陳鏞基後，獅隊再次於第一輪挑選野手，更是繼2007年替代役選秀的郭俊佑後，睽違九年，獅隊再於第一輪挑選業餘野手。
2016年8月3日於台南球場面對中信兄弟鄭凱文，擊出生涯首支安打，為二壘安打。
2016年8月11日於新莊球場面對義大犀牛賴鴻誠，揮出生涯首轟，帶有三分打點，並獲得生涯首座單場最有價值球員。
2016年9月24日於台南球場面對Lamigo桃猿隊，生涯首次單場雙響砲。
2017年7月20日於花蓮球場的比賽，九局下面對富邦悍將黃勝雄，擊出生涯首支再見安打。
2017年8月12日於澄清湖棒球場對戰中信兄弟隊，八局上從楊志龍手中擊出個人職棒生涯首支滿貫全壘打。
2017年8月23日於台北世大運預賽對上韓國，六局上韓國隊打者於得點圈有人時擊出安打，蘇智傑於左外野接球後傻笑忘記回傳，除在華視轉播的主播徐展元以罕見重語氣批評外，亦引發球迷熱議。
2018年4月12日於臺南市立棒球場，九局下面對富邦悍將隊的後援投手張耿豪，擊出生涯首支再見全壘打。
2018年10月28日台灣大賽第二戰於桃園國際棒球場，七局上面對Lamigo桃猿隊的中繼投手朱俊祥，擊出生涯在台灣大賽的首支全壘打。
2019年8月11日於花蓮縣立德興棒球場對戰Lamigo桃猿隊，五局下面對賴智垣擊出兩分全壘打、六局下面對吳丞哲擊出陽春全壘打、八局下面對葉家淇擊出陽春全壘打，生涯首次單場3響砲。
2020年9月29日，台南市立棒球場面對中信兄弟隊一役中，在二局下於對方先發投手雷艾斯手中擊出滿貫全壘打。
2021年3月27日，台中洲際棒球場面對中信兄弟隊謝榮豪，在七局上擊出左外野方向陽春全壘打，為生涯百轟，為中職「百轟俱樂部」第23人。

## 職棒生涯成績

### 中華職棒
- (粗黑體字為該年度最佳或最高成績)

| 年度 | 球隊           | 出賽 | 打數 | 安打 | 全壘打 | 打點 | 得分 | 盜壘 | 四死 | 被三振 | 壘打數 | 雙殺打 | 打擊率 | 上壘率 | 長打率 | 整體攻擊指數 |
| ---- | -------------- | ---- | ---- | ---- | ------ | ---- | ---- | ---- | ---- | ------ | ------ | ------ | ------ | ------ | ------ | ------------ |
| 2016 | 統一7-ELEVEn獅 | 44   | 159  | 53   | 9      | 33   | 33   | 0    | 17   | 45     | 90     | 1      | 0.333  | 0.398  | 0.566  | 0.964        |
| 2017 | 統一7-ELEVEn獅 | 92   | 356  | 125  | 17     | 77   | 67   | 9    | 46   | 72     | 211    | 6      | 0.351  | 0.423  | 0.593  | 1.016        |
| 2018 | 統一7-ELEVEn獅 | 65   | 244  | 75   | 17     | 49   | 47   | 13   | 38   | 59     | 131    | 4      | 0.307  | 0.398  | 0.537  | 0.935        |
| 2019 | 統一7-ELEVEn獅 | 120  | 444  | 125  | 27     | 83   | 77   | 21   | 63   | 103    | 240    | 5      | 0.282  | 0.370  | 0.541  | 0.911        |
| 2020 | 統一7-ELEVEn獅 | 118  | 438  | 137  | 28     | 98   | 104  | 13   | 65   | 115    | 260    | 9      | 0.313  | 0.395  | 0.594  | 0.989        |
| 2021 | 統一7-ELEVEn獅 | 105  | 375  | 103  | 8      | 61   | 69   | 15   | 39   | 78     | 155    | 3      | 0.275  | 0.337  | 0.413  | 0.750        |
| 2022 | 統一7-ELEVEn獅 | 15   | 38   | 7    | 0      | 4    | 4    | 0    | 6    | 6      | 10     | 0      | 0.184  | 0.295  | 0.263  | 0.558        |
| 2023 | 統一7-ELEVEn獅 | 111  | 407  | 122  | 12     | 76   | 64   | 9    | 62   | 59     | 182    | 11     | 0.300  | 0.391  | 0.447  | 0.838        |
| 2024 | 統一7-ELEVEn獅 | 59   | 192  | 55   | 2      | 26   | 22   | 1    | 15   | 38     | 68     | 8      | 0.286  | 0.338  | 0.354  | 0.692        |
| 合計 | 9年            | 729  | 2653 | 802  | 120    | 507  | 487  | 81   | 351  | 575    | 1347   | 47     | 0.302  | 0.381  | 0.508  | 0.889        |

## 外部連結
- 蘇智傑的Facebook專頁
- 蘇智傑的Instagram帳戶
- 蘇智傑在中華職棒官網
- 蘇智傑在Baseball-Reference.com（小聯盟以及海外聯盟）（英语）
- 蘇智傑在台灣棒球維基館上的頁面（繁體中文）

| 統一外野三鬼1.0          |
| 陳傑憲 - 蘇智傑 - 林安可 |

| 前任： 林哲瑄                 | 中華職棒新人選秀狀元 2016年               | 繼任： 廖健富 |
| 獎項                          |                                           |               |
| 前任： 張志豪                 | 中華職棒總冠軍賽優秀球員獎（敗方） 2018年 | 繼任： 張志豪 |
| 前任： 王柏融、陳子豪、藍寅倫 | 中華職棒最佳十人獎（外野手） 2019年       | 繼任： 現任   |
| 前任： 王柏融、林哲瑄、張志豪 | 中華職棒金手套獎（外野手） 2019年–2020年  | 繼任： 現任   |